# Durbe
Durbe er beliggende i Kurland i det vestlige Letland og fik byrettigheder i 1893. Før 2009 var Durbe en del af Liepājas distrikt. Byen er mest kendt for Slaget ved Durbe, der fandt sted i 1263. Før Letlands selvstændighed i 1918 var byen også kendt under sit tyske navn Durben.

## Historie
Den første kendte omtale af byen var i forbindelse med Slaget ved Durbe mellem den Liviske allieret med den Tyske Orden og Žemaitija allieret med Storfyrstendømmet Litauen, der fandt sted i nærheden af byen den 13. juli 1260. Slaget var et stort nederlag for den Liviske Orden, hvor 150 korsriddere faldt. I 1263 byggede den Tyske ordenen en borg i byen. I løbet af 1400-tallet opstod der en landsby rundt om borgen og i 1651 opførtes en kirke i byen. Under den Store Nordiske Krig (1700-1721) blev slottet ødelagt. Durbe fik byrettigheder i 1893, som blev bekræftet 1917. I 1925 fik byen tildelt sit våbenskjold, et sølvæbletræ på blå baggrund, i lettisk folklore betragtes æbletræet som en kilde til ungdom og medfølelse.
Fra 1929 har der været en station på jerbanelinjen Jelgava – Liepaja i Durbe.

## Durbe kommune
I 2000 oprettede byen sammen to omkringliggende kommuner Durbe kommune. I 2009 blev yderligere to kommuner optaget. Kommunen havde 3401 indbyggere (pr. 2010/01/07). Det administrative center ligger i landsbyen Liegi.